# AMD Embedded Solutions
AMD Embedded Solutions ist ein Geschäftsbereich von Advanced Micro Devices, Inc. (AMD) der auf Embedded-Produkte für eingebettete Systeme fokussiert. Das Produktportfolio umfasst Prozessoren, Accelerated Processing Units (APUs), Chipsätze und diskrete Grafikkarten sowie Entwicklerboards und RDKs (Reference Design Kits). Im Einklang mit den Produktlebenszyklen eingebetteter Systeme sind AMD Embedded Produkte laut Planung mindestens fünf Jahre langzeitverfügbar. Darüber hinaus erfüllt das Unternehmen für einige Produkte „End of Life“-Verpflichtung über zwei weitere Jahre. Stark nachgefragte Produkte hält das Unternehmen auch über die geplante Mindestverfügbarkeit hinaus verfügbar. Ein Beispiel ist die AMD Geode LX Prozessorfamilie, die laut Planung zehn Jahre lang verfügbar sein soll.

## Geschichtliche Entwicklung und Produkthistorie

### Ab 1991
Mit der Einführung der Prozessoren Am386 und Am486 beginnt zugleich auch ihre Einbindung in Embedded-Designs. 1995 folgte die Einführung des Am5x86 Prozessors, der als kompatibler Upgrade-Pfade für Benutzer von Am486-Systemen diente. In den späten 1990ern erweiterte AMD seine E86 (Embedded x86) Produktfamilie durch die Einführung des Élan™ SC520 Mikrocontrollers für die Datenkommunikation, Telekommunikation und den Informationsgeräte-Markt.

### Ab 2000
Anfang 2000 vergrößerte AMD seinen Embedded Bereich durch die Übernahme von Alchemy Semiconductor und dessen Alchemy-Produktreihe an MIPS-Prozessoren für Handhelds und tragbare Medienplayer. Zudem erwarb AMD im August 2003 den AMD Geode Geschäftsbereich, der ursprünglich Teil von National Semiconductor war. Im zweiten Quartal 2004 erweiterte AMD seine Geode-Familien um Niedrigenergie-Prozessoren unter der Bezeichnung Geode NX, die auf der AMD K7 Thoroughbred Architektur basieren.

### Ab 2005
Mitte 2005 nahm AMD mit dem AMD Opteron Prozessor erstmals 64-Bit-Prozessoren in die Embedded-Produktlinie auf.

### Ab 2006
Im Juli 2006 kündigte AMD die Übernahme von ATI Technologies, Inc. an und erweiterte damit auch sein Embedded Portfolio durch Technologien für Chipsätze und diskrete Grafikkarten.
2006 ergänzte AMD Embedded außerdem seine Embedded-Produktlinie mit den AMD Athlon, AMD Turion und AMD Sempron Mobile Prozessoren.

### Ab 2007
Ab 2007 und bis ins Jahr 2008 hat AMD Embedded weitere Single- und Dual-Core-Prozessoren in seine Embedded-Produktlinie aufgenommen. Darunter der 64-Bit Single-Core-Prozessor AMD Athlon 64 2000+ mit 8 W TDP sowie Multi-Core AMD Opteron Prozessoren.
Im Februar 2007 kündigt AMD zudem die Markteinführung der integrierten Grafikchipsatzserie AMD 690 und kurz darauf des M690T für Embedded-Designs an. Auf den M690T folgte der speziell für Embedded-Anwendungen konzipierte M690E.

### Ab 2008
In den Jahren 2008 und 2009 erweiterte AMD Embedded sein Angebot an integrierten Chipsätzen um die Embedded Chipsätze AMD 780E und SB710.
Zudem wurde im Jahr 2008 die ATI Radeon E2400 Grafikkarte angekündigt. Dabei handelte es sich um die erste diskrete ATI Radeon Grafikkarte, die speziell für den Embedded-Markt mit einer geplanten Verfügbarkeit von fünf Jahren entwickelt wurde.

### Ab 2009
Im Jahr 2009 bringt AMD Embedded die ASB1 Prozessorfamilie auf den Markt. Die ASB1 Prozessoren macht AMD Embedded als Single-Core- und Dual-Core-Optionen in einer 812-Kugel-BGA-Bauform verfügbar. Mitte 2009 brachte AMD zudem die Chipsätze SR5690 und SP5100 für Embedded-Anwendungen auf Unternehmensebene auf den Markt.
2009 folgte zudem die diskrete ATI Radeon E4690 Grafikkarte. Die diskreten Grafiklösungen von AMD Embedded werden nicht nur als Grafikprozessoren mit integriertem Speicher, sondern auch als MXM-Module verfügbar gemacht.

### Ab 2010
Im Juni 2010 demonstrierte AMD seine erste Accelerated Processing Unit (APU) mit AMD Fusion Technologie auf der Computex und gibt eine Verfügbarkeit ab Anfang 2011 bekannt.
Im September 2010 werden erste Details zu den Embedded Varianten der Fusion APUs öffentlich.
Im November 2010 gibt AMD Embedded bekannt, dass die Embedded Varianten der AMD Fusion APUs im ersten Quartal 2011 unter der Bezeichnung AMD Embedded G-Series verfügbar werden.
Ebenfalls im November 2010 tritt AMD dem MeeGo Linux Open Source Projekt bei. AMD gibt im Zuge dessen an, Entwicklungsressourcen bereitstellen, mit denen das technische Fundament für die nächste Generation an mobilen Plattformen und Embedded Devices etabliert werden soll.

### Ab 2011
Im Januar 2011 verkündete AMD die Verfügbarkeit der AMD Embedded G-Series Prozessoren, den nach eigenen Angaben weltweit ersten und einzigen APUs für Embedded Systeme.
Im März 2011 stellte AMD Embedded auf der Embedded World in Nürnberg neue CPUs für die AMD Embedded G-Series Plattform vor. Die als „headless“ charakterisierten CPUs verzichten auf die in den APUs integrierte Grafikeinheit. Zielapplikationen sind demnach tief eingebettete Systeme, die ohne Bildschirm betrieben werden.
Im Mai 2011 stellte AMD Embedded auf der Embedded Systems Conference Silicon Valley 2011 den Embedded Grafikprozessor AMD Radeon E6760 vor, der sechs Monitore mit einem Bild versorgen kann.
Ebenfalls im Mai 2011 kündigte AMD Embedded die Verfügbarkeit von zwei neuen Varianten der AMD Embedded G-Serie mit reduziertem Leistungsbedarf an. Basis hierfür bilden ein bzw. zwei Low-Power x86 „Bobcat“ Prozessorkerne.
Im September 2011 präsentierte AMD Embedded auf der Embedded Systems Conference den diskreten AMD Radeon E6460 Grafikprozessor für die Embedded Märkte Casino Gaming, Digital Signage und industrielle Messtechnik.

### Ab 2012
Im Mai wurden APUs der R-Serie auf Trinity-Basis mit 2 oder 4 CPU-Kernen und integrierter GPU vorgestellt.
Im Juni wurde die Embedded G-Serie um den besonders sparsamen T16R mit nur 4.5W TDP ergänzt, die garantierte Verfügbarkeit der bestehenden Chips der G-Serie wurde auf 2017 ausgedehnt.

### Ab 2013
Im April hat AMD die neuen System-on-Chip der G-Serie mit Kabini-Technik, eingebauter Grafikeinheit, ECC-Support und einer TDP ab 9W vorgestellt.
Die SOC der G-Serie wurden im Juli um ein Modell mit nur 6W TDP erweitert.
Das Angebot der AMD Embedded R-Series wurde im August um drei Modelle ohne GPU ergänzt.

### Ab 2014
Im Mai wurde die zweite Generation der auf Kaveri basierenden Embedded APUs und CPUs der R-Serie vorgestellt. Die Prozessoren sind mit einem ECC-fähigen Speichercontroller ausgestattet, und es können vier Displays angesteuert werden. Die Fertigung erfolgt in 28 nm, die TDP kann vom Systemhersteller festgelegt werden (configurable TDP).

## Produkte

### Embedded Processors

#### AMD Athlon
| Modell                    | OPN            | Sockel   | Prozessorkerne | Taktfrequenz | Cache       | TDP      | Speicher-Interface             | HyperTransport Interface                       | Markteinführung |
| ------------------------- | -------------- | -------- | -------------- | ------------ | ----------- | -------- | ------------------------------ | ---------------------------------------------- | --------------- |
| AMD Athlon™ X2 3400+      | ADD3400IAA5CUE | AM2      | 2              | 1.8 GHz      | L2 512KB x2 | 35W      | DDR3-800, 2-ch Unbuffered ECC  | 1 HT Link mit 16 lanes bei 1.0 GHz Full Duplex | 2008            |
| AMD Athlon™ X2 3400e      | ADJ3400IAA5DOE | AM2      | 2              | 1.8/1.0 GHz  | L2 512KB x2 | 22/10.8W | DDR3-800, 2-ch Unbuffered ECC  | 1 HT Link mit 16 lanes bei 1.0 GHz Full Duplex | 2008            |
| AMD Athlon™ X2 3600+      | ADD3600IAA5DOE | AM2      | 2              | 1.9 GHz      | L2 512KB x2 | 35W      | DDR3-800, 2-ch Unbuffered ECC  | 1 HT Link mit 16 lanes bei 1.0 GHz Full Duplex | 2008            |
| AMD Athlon™ X2 4200+      | ADD4200IAA5DOE | AM2      | 2              | 2.2 GHz      | L2 512KB x2 | 35W      | DDR3-800, 2-ch Unbuffered ECC  | 1 HT Link mit 16 lanes bei 1.0 GHz Full Duplex | 2008            |
| AMD Athlon™ 2000+         | ADF2000IAV4DRE | AM2      | 1              | 1.0 GHz      | L2 512KB    | 8W       | DDR3-667, 2-ch Unbuffered ECC  | 1 HT Link mit 16 lanes bei 1.0 GHz Full Duplex | 2007            |
| AMD Athlon™ 2600+         | ADG2600IAV4DRE | AM2      | 1              | 1.6 GHz      | L2 512KB    | 15W      | DDR3-667, 2-ch Unbuffered ECC  | 1 HT Link mit 16 lanes bei 800 MHz Full Duplex | 2007            |
| AMD Athlon™ 3000+         | ADD3000IAA4CNE | AM2      | 1              | 1.8 GHz      | L2 512KB    | 35W      | DDR3-667, 2-ch Unbuffered ECC  | 1 HT Link mit 16 lanes bei 1.0 GHz Full Duplex | 2007            |
| AMD Athlon™ 3100+         | ADS3100IAR4DRE | AM2      | 1              | 2.0 GHz      | L2 512KB    | 25W      | DDR3-667, 2-ch Unbuffered ECC  | 1 HT Link mit 16 lanes bei 1.0 GHz Full Duplex | 2007            |
| AMD Athlon™ II XL - V66C  | AEV66CHDK23GME | AM3      | 2              | 2.8 GHz      | L2 1MB x2   | 45W      | DDR3-1333, 2-ch Unbuffered ECC | 1 HT Link mit 16 lanes bei 2.0 GHz Full Duplex | 2010            |
| AMD Athlon™ II XLT - V50L | AEV50LSFK23GME | AM3      | 2              | 2.2/0.8 GHz  | L2 1MB x2   | 25/13.8W | DDR3-1066, 2-ch Unbuffered ECC | 1 HT Link mit 16 lanes bei 2.0 GHz Full Duplex | 2010            |
| AMD Athlon™ II XLT - V64L | AEV64LHFK23GME | AM3      | 2              | 2.7 GHz      | L2 1MB x2   | 45W      | DDR3-1066, 2-ch Unbuffered ECC | 1 HT Link mit 16 lanes bei 2.0 GHz Full Duplex | 2010            |
| AMD Athlon™ Neo X2 L325   | AMZL325OAX5DYE | ASB1 BGA | 2              | 1.5 GHz      | L2 512KB x2 | 18W1     | DDR2-667, 2-ch Unbuffered ECC  | 1 HT Link mit 16 lanes bei 800 MHz Full Duplex | 2009            |
| AMD Athlon™ II Neo - N36L | AEN36LLAV23GME | ASB2 BGA | 2              | 1.3/0.8 GHz  | L2 1MB x2   | 12/8W    | DDR3-800, 2-ch Unbuffered ECC  | 1 HT Link mit 16 lanes bei 1.0 GHz Full Duplex | 2010            |
| AMD Athlon™ II Neo - R34L | AER34LFCV13GME | ASB2 BGA | 1              | 1.0 GHz      | L2 1MB      | 8W       | DDR3-800, 2-ch Unbuffered ECC  | 1 HT Link mit 16 lanes bei 1.0 GHz Full Duplex | 2010            |
| AMD Athlon™ II Neo - R44L | AER44LLAV13GME | ASB2 BGA | 1              | 1.7 GHz      | L2 1MB      | 12W      | DDR3-800, 2-ch Unbuffered ECC  | 1 HT Link mit 16 lanes bei 1.0 GHz Full Duplex | 2010            |
| Modell                    | OPN            | Sockel   | Prozessorkerne | Taktfrequenz | Cache       | TDP      | Speicher-Interface             | HyperTransport Interface                       | Markteinführung |

#### AMD Embedded G-Series
| Modell                     | OPN            | Sockel     | Prozessorkerne | Taktfrequenz | Cache       | TDP  | Speicher-Interface    | Grafik              | Markteinführung |
| -------------------------- | -------------- | ---------- | -------------- | ------------ | ----------- | ---- | --------------------- | ------------------- | --------------- |
| AMD Embedded G-Series T16R | GET16RFWB12GVE | 19mm FCBGA | 1              | 615 MHz      | L2 512KB    | 4.5W | LVDDR3-1066           | AMD Radeon™ HD 6250 | 2012            |
| AMD Embedded G-Series T24L | GET24LFQB12GVE | 19mm FCBGA | 1              | 1.0 GHz      | L2 512KB    | 5W   | DDR3-1066, Unbuffered |                     | 2011            |
| AMD Embedded G-Series T30L | GET30LGBB12GVE | 19mm FCBGA | 1              | 1.4 GHz      | L2 512KB    | 18W  | DDR3-1066, Unbuffered |                     | 2011            |
| AMD Embedded G-Series T40E | GET40EFSB22GVE | 19mm FCBGA | 2              | 1.0 GHz      | L2 512KB x2 | 6.4W | DDR3-1066, Unbuffered | AMD Radeon™ HD 6250 | 2011            |
| AMD Embedded G-Series T40N | GET40NFPB22GVE | 19mm FCBGA | 2              | 1.0 GHz      | L2 512KB x2 | 9W   | DDR3-1066, Unbuffered | AMD Radeon™ HD 6290 | 2011            |
| AMD Embedded G-Series T40R | GET40RFSB12GVE | 19mm FCBGA | 1              | 1.0 GHz      | L2 512KB    | 5.5W | DDR3-1066, Unbuffered | AMD Radeon™ HD 6250 | 2011            |
| AMD Embedded G-Series T44R | GET44RFPB12GVE | 19mm FCBGA | 1              | 1.2 GHz      | L2 512KB    | 9W   | DDR3-1066, Unbuffered | AMD Radeon™ HD 6250 | 2011            |
| AMD Embedded G-Series T48L | GET48LGBB22GVE | 19mm FCBGA | 2              | 1.4 GHz      | L2 512KB x2 | 18W  | DDR3-1066, Unbuffered |                     | 2011            |
| AMD Embedded G-Series T48N | GET48NGBB22GVE | 19mm FCBGA | 2              | 1.4 GHz      | L2 512KB x2 | 18W  | DDR3-1066, Unbuffered | AMD Radeon™ HD 6310 | 2011            |
| AMD Embedded G-Series T48E | GET48EGBB22GVE | 19mm FCBGA | 2              | 1.4 GHz      | L2 512KB x2 | 18W  | DDR3-1066, Unbuffered | AMD Radeon™ HD 6250 | 2012            |
| AMD Embedded G-Series T52R | GET52RGBB12GVE | 19mm FCBGA | 1              | 1.5 GHz      | L2 512KB    | 18W  | DDR3-1333, Unbuffered | AMD Radeon™ HD 6310 | 2011            |
| AMD Embedded G-Series T56N | GET56NGBB22GVE | 19mm FCBGA | 2              | 1.65 GHz     | L2 512KB x2 | 18W  | DDR3-1333, Unbuffered | AMD Radeon™ HD 6320 | 2011            |
| AMD Embedded G-Series T56E | GET56EGBB22GVE | 19mm FCBGA | 2              | 1.5 GHz      | L2 512KB x2 | 18W  | DDR3-1333, Unbuffered | AMD Radeon™ HD 6250 | 2012            |

#### AMD Embedded R-Series
| Modell | OPN            | CPU   | CPU      | CPU     | CPU      | GPU             | GPU             | GPU             | Speicher- Interface | TDP  | Sockel    | Markteinführung |
| Modell | OPN            | Kerne | Frequenz | Turbo   | L2 Cache | Modell          | Frequenz        | Turbo           | Speicher- Interface | TDP  | Sockel    | Markteinführung |
| ------ | -------------- | ----- | -------- | ------- | -------- | --------------- | --------------- | --------------- | ------------------- | ---- | --------- | --------------- |
| R-252F | RE252FSHE23HJE | 2     | 1.9 GHz  | 2.4 GHz | 1 MB     | HD 7400G        | 327 MHz         | 424 MHz         | DDR3-1333           | 17 W | FP2 (BGA) | Q2 2012         |
| R-260H | RE260HSHE24HJE | 2     | 2.1 GHz  | 2.6 GHz | 2 MB     | HD 7500G        | 327 MHz         | 424 MHz         | DDR3-1333           | 17 W | FP2 (BGA) | Q2 2012         |
| R-268D | RE268DDEC23HJE | 2     | 2.5 GHz  | 3.0 GHz | 1 MB     | HD 7420G        | 480 MHz         | 654 MHz         | DDR3-1600           | 35 W | FS1r2     | Q2 2012         |
| R-272F | RE272FDEC23HJE | 2     | 2.7 GHz  | 3.2 GHz | 1 MB     | HD 7520G        | 496 MHz         | 685 MHz         | DDR3-1600           | 35 W | FS1r2     | Q2 2012         |
| R-452L | RE452LSHE44HJE | 4     | 1.6 GHz  | 2.4 GHz | 2 × 2 MB | HD 7600G        | 327 MHz         | 424 MHz         | DDR3-1333           | 19 W | FP2 (BGA) | Q2 2012         |
| R-460H | RE460HDEC44HJE | 4     | 1.9 GHz  | 2.8 GHz | 2 × 2 MB | HD 7640G        | 496 MHz         | 654 MHz         | DDR3-1600           | 35 W | FS1r2     | Q2 2012         |
| R-460H | RE460HDFE44HJE | 4     | 1.9 GHz  | 2.8 GHz | 2 × 2 MB | HD 7640G        | 496 MHz         | 654 MHz         | DDR3-1333           | 35 W | FP2 (BGA) | Q2 2012         |
| R-460L | RE460LSIE44HJE | 4     | 2.0 GHz  | 2.8 GHz | 2 × 2 MB | HD 7620G        | 360 MHz         | 496 MHz         | DDR3-1333           | 25 W | FP2 (BGA) | Q2 2012         |
| R-464L | RE464LDFE44HJE | 4     | 2.3 GHz  | 3.2 GHz | 2 × 2 MB | HD 7660G        | 496 MHz         | 685 MHz         | DDR3-1333           | 35 W | FP2 (BGA) |                 |
| R-464L | RE464LDEC44HJE | 4     | 2.3 GHz  | 3.2 GHz | 2 × 2 MB | HD 7660G        | 496 MHz         | 685 MHz         | DDR3-1600           | 35 W | FS1r2     | Q2 2012         |
| R-264X | RE264XSHE23HL  | 2     | 2.2 GHz  | 2.8 GHz | 1 MB     | nicht vorhanden | nicht vorhanden | nicht vorhanden | DDR3-1333           | 17 W | FP2 (BGA) | Q3 2013         |
| R-272X | RE272XDEC23HJ  | 2     | 2.7 GHz  | 3.2 GHz | 1 MB     | nicht vorhanden | nicht vorhanden | nicht vorhanden | DDR3-1600           | 35 W | FS1r2     | Q3 2013         |
| R-464X | RE464XDEC44HJ  | 4     | 2.3 GHz  | 3.2 GHz | 2 × 2 MB | nicht vorhanden | nicht vorhanden | nicht vorhanden | DDR3-1600           | 35 W | FS1r2     | Q3 2013         |

#### AMD Geode
| Modell           | OPN        | Sockel     | Prozessorkerne | Taktfrequenz  | Cache    | TDP  | Speicher-Interface | Markteinführung |
| ---------------- | ---------- | ---------- | -------------- | ------------- | -------- | ---- | ------------------ | --------------- |
| AMD Geode™ LX600 | LX600@0.7W | Geode Link | 1              | 366 MHz (600) | L2 128KB | 2.8W | DDR-266            | 2005            |
| AMD Geode™ LX700 | LX700@0.8W | Geode Link | 1              | 433 MHz (700) | L2 128KB | 3.1W | DDR-333            | 2006            |
| AMD Geode™ LX800 | LX800@0.9W | Geode Link | 1              | 500 MHz (800) | L2 128KB | 3.6W | DDR-400            | 2005            |
| AMD Geode™ LX900 | LX900@1.5W | Geode Link | 1              | 600 MHz (900) | L2 128KB | 5.1W | DDR-400            | 2007            |

#### AMD Opteron
| Modell              | OPN            | Sockel          | Prozessorkerne | Taktfrequenz | Cache                | TDP  | Speicher-Interface                       | HyperTransport Interface                                  | Markteinführung |
| ------------------- | -------------- | --------------- | -------------- | ------------ | -------------------- | ---- | ---------------------------------------- | --------------------------------------------------------- | --------------- |
| AMD Opteron 41GL EE | OE41GLHKU6DGOE | C32             | 6              | 1.8 GHz      | L2 512K x6; L3 6MB   | 40W  | DDR3-1333 2-ch Registered ECC & Chipkill | Zwei HT-Links mit 16 Lanes bei bis zu 2.2 GHz Full Duplex | 2010            |
| AMD Opteron 41KX HE | OE41KXOHU6DGOE | C32             | 6              | 2.2 GHz      | L2 512K x6; L3 6MB   | 65W  | DDR3-1333 2-ch Registered ECC & Chipkill | Zwei HT-Links mit 16 Lanes bei bis zu 2.2 GHz Full Duplex | 2010            |
| AMD Opteron 41LE HE | OE41LEOHU4DGOE | C32             | 4              | 2.3 GHz      | L2 512K x4; L3 6MB   | 65W  | DDR3-1333 2-ch Registered ECC & Chipkill | Zwei HT-Links mit 16 Lanes bei bis zu 2.2 GHz Full Duplex | 2010            |
| AMD Opteron 41QS HE | OE41QSOHU4DGOE | C32             | 4              | 2.5 GHz      | L2 512K x4; L3 6MB   | 65W  | DDR3-1333 2-ch Registered ECC & Chipkill | Zwei HT-Links mit 16 Lanes bei bis zu 2.2 GHz Full Duplex | 2010            |
| AMD Opteron 61KS    | OE61KSWKT8EGO  | G34             | 8              | 2.0 GHz      | L2 512KB x8; L3 12MB | 115W | DDR3-1333 4-ch Registered ECC & Chipkill | Vier HT-Links mit 16 Lanes bei bis zu 3.2 GHz Full Duplex | 2010            |
| AMD Opteron 61QS    | OE61QSWKT8EGOE | G34             | 8              | 2.3 GHz      | L2 512KB x8; L3 12MB | 115W | DDR3-1333 4-ch Registered ECC & Chipkill | Vier HT-Links mit 16 Lanes bei bis zu 3.2 GHz Full Duplex | 2010            |
| AMD Opteron 1210 EE | OSH1210GAS6DGE | Sockel F (1207) | 2              | 1.8 GHz      | L2 1MB x2            | 45W  | DDR2-667, 2-ch Registered ECC & Chipkill | Drei HT-Links mit 16 Lanes bei bis zu 1.0 GHz Full Duplex | 2006            |
| AMD Opteron 1214 HE | OSP1214GAU6DGE | Sockel F (1207) | 2              | 2.2 GHz      | L2 1MB x2            | 68W  | DDR2-667, 2-ch Registered ECC & Chipkill | Drei HT-Links mit 16 Lanes bei bis zu 1.0 GHz Full Duplex | 2006            |
| AMD Opteron 13KS EE | OE13KSFLP4DGIE | Sockel F (1207) | 4              | 2.0 GHz      | L2 512KB x4; L3 6MB  | 50W  | DDR2-800, 2-ch Registered ECC & Chipkill | Drei HT-Links mit 16 Lanes bei bis zu 1.8 GHz Full Duplex | 2009            |
| AMD Opteron 13QS HE | OE13QSMAP4DGIE | Sockel F (1207) | 4              | 2.4 GHz      | L2 512KB x4; L3 6MB  | 71W  | DDR2-800, 2-ch Registered ECC & Chipkill | Drei HT-Links mit 16 Lanes bei bis zu 2.0 GHz Full Duplex | 2009            |
| AMD Opteron 14KS    | OE14KSPDS6DGNE | Sockel F (1207) | 6              | 2.0 GHz      | L2 512KB x6; L3 6MB  | 79W  | DDR2-800, 2-ch Registered ECC & Chipkill | Drei HT-Links mit 16 Lanes bei bis zu 2.2 GHz Full Duplex | 2010            |
| AMD Opteron 2208 HE | OSP2208GAA5CXE | Sockel F (1207) | 2              | 1.8 GHz      | L2 512KB x2          | 68W  | DDR2-667, 2-ch Registered ECC & Chipkill | Drei HT-Links mit 16 Lanes bei bis zu 1.0 GHz Full Duplex | 2006            |
| AMD Opteron 2210 EE | OSH2210GAS6CXE | Sockel F (1207) | 2              | 1.8 GHz      | L2 1MB x2            | 45W  | DDR2-667, 2-ch Registered ECC & Chipkill | Drei HT-Links mit 16 Lanes bei bis zu 1.0 GHz Full Duplex | 2006            |
| AMD Opteron 2214 HE | OSP2214GAU6CXE | Sockel F (1207) | 2              | 2.2 GHz      | L2 1MB x2            | 68W  | DDR2-667, 2-ch Registered ECC & Chipkill | Drei HT-Links mit 16 Lanes bei bis zu 1.0 GHz Full Duplex | 2006            |
| AMD Opteron 23KS EE | OE23KSFLP4DGIE | Sockel F (1207) | 4              | 2.0 GHz      | L2 512KB x4; L3 6MB  | 50W  | DDR2-800, 2-ch Registered ECC & Chipkill | Drei HT-Links mit 16 Lanes bei bis zu 1.8 GHz Full Duplex | 2009            |
| AMD Opteron 23QS HE | OE23QSMAP4DGIE | Sockel F (1207) | 4              | 2.4 GHz      | L2 512KB x4; L3 6MB  | 71W  | DDR2-800, 2-ch Registered ECC & Chipkill | Drei HT-Links mit 16 Lanes bei bis zu 2.0 GHz Full Duplex | 2009            |
| AMD Opteron 23VS    | OE23VSWHP4DGIE | Sockel F (1207) | 4              | 2.8 GHz      | L2 512KB x4; L3 6MB  | 115W | DDR2-800, 2-ch Registered ECC & Chipkill | Drei HT-Links mit 16 Lanes bei bis zu 2.2 GHz Full Duplex | 2009            |
| AMD Opteron 24KS    | OE24KSPDS6DGNE | Sockel F (1207) | 6              | 2.0 GHz      | L2 512KB x6; L3 6MB  | 79W  | DDR2-800, 2-ch Registered ECC & Chipkill | Drei HT-Links mit 16 Lanes bei bis zu 2.2 GHz Full Duplex | 2010            |
| AMD Opteron 24QS    | OE24QSWJS6DGNE | Sockel F (1207) | 6              | 2.4 GHz      | L2 512KB x6; L3 6MB  | 115W | DDR2-800, 2-ch Registered ECC & Chipkill | Drei HT-Links mit 16 Lanes bei bis zu 2.2 GHz Full Duplex | 2010            |
| AMD Opteron 8210 EE | OSH8210GAS6CYE | Sockel F (1207) | 2              | 1.8 GHz      | L2 1MB x2            | 45W  | DDR2-667, 2-ch Registered ECC & Chipkill | Drei HT-Links mit 16 Lanes bei bis zu 1.0 GHz Full Duplex | 2006            |
| AMD Opteron 8214 HE | OSP8214GAU6CYE | Sockel F (1207) | 2              | 2.2 GHz      | L2 1MB x2            | 68W  | DDR2-667, 2-ch Registered ECC & Chipkill | Drei HT-Links mit 16 Lanes bei bis zu 1.0 GHz Full Duplex | 2006            |
| AMD Opteron 83QS HE | OE83QSMAP4DGIE | Sockel F (1207) | 4              | 2.4 GHz      | L2 512KB x4; L3 6MB  | 71W  | DDR2-800, 2-ch Registered ECC & Chipkill | Drei HT-Links mit 16 Lanes bei bis zu 2.0 GHz Full Duplex | 2009            |
| AMD Opteron 83VS    | OE83VSWHP4DGIE | Sockel F (1207) | 4              | 2.8 GHz      | L2 512KB x4; L3 6MB  | 115W | DDR2-800, 2-ch Registered ECC & Chipkill | Drei HT-Links mit 16 Lanes bei bis zu 2.2 GHz Full Duplex | 2009            |
| AMD Opteron 84KS HE | OE84KSPDS6DGNE | Sockel F (1207) | 6              | 2.0 GHz      | L2 512KB x6; L3 6MB  | 79W  | DDR2-800, 2-ch Registered ECC & Chipkill | Drei HT-Links mit 16 Lanes bei bis zu 2.2 GHz Full Duplex | 2010            |
| AMD Opteron 84QS    | OE84QSWJS6DGNE | Sockel F (1207) | 6              | 2.4 GHz      | L2 512KB x6; L3 6MB  | 115W | DDR2-800, 2-ch Registered ECC & Chipkill | Drei HT-Links mit 16 Lanes bei bis zu 2.2 GHz Full Duplex | 2010            |

#### AMD Phenom
| Modell                  | OPN            | Sockel | Prozessorkerne | Taktfrequenz | Cache              | TDP      | Speicher-Interface             | HyperTransport Interface                       | Markteinführung |
| ----------------------- | -------------- | ------ | -------------- | ------------ | ------------------ | -------- | ------------------------------ | ---------------------------------------------- | --------------- |
| AMD Phenom™ II XLT Q54L | HEQ54LOEK4DGME | AM3    | 4              | 2.2/0.8 GHz  | L2 512K x4; L3 6MB | 65/36.5W | DDR3-1333, 2-ch Unbuffered ECC | 1 HT Link mit 16 lanes bei 1.8 GHz Full Duplex | 2010            |

#### AMD Sempron
| Modell             | OPN            | Sockel   | Prozessorkerne | Taktfrequenz | Cache    | TDP | Speicher-Interface        | HyperTransport Interface                       | Markteinführung |
| ------------------ | -------------- | -------- | -------------- | ------------ | -------- | --- | ------------------------- | ---------------------------------------------- | --------------- |
| AMD Sempron™ 200U  | SMF200UOAX3DVE | ASB1 BGA | 1              | 1.0 GHz      | L2 256KB | 8W  | DDR2-400, Unbuffered      | 1 HT Link mit 16 lanes bei 800 MHz Full Duplex | 2008            |
| AMD Sempron™ 208U  | SML208UOAX3DVE | ASB1 BGA | 1              | 1.4 GHz      | L2 256KB | 12W | DDR2-400, Unbuffered      | 1 HT Link mit 16 lanes bei 800 MHz Full Duplex | 2008            |
| AMD Sempron™ 210U  | SMG210UOAX3DVE | ASB1 BGA | 1              | 1.5 GHz      | L2 256KB | 15W | DDR2-400, Unbuffered      | 1 HT Link mit 16 lanes bei 800 MHz Full Duplex | 2008            |
| AMD Sempron™ 2100+ | SMF2100HAX3DQE | S1       | 1              | 1.0 GHz      | L2 256KB | 8W  | DDR2-800, 2-ch Unbuffered | 1 HT Link mit 16 lanes bei 800 MHz Full Duplex | 2007            |
| AMD Sempron™ 3700+ | SMS3700HAX4DQE | S1       | 1              | 2.0 GHz      | L2 512KB | 25W | DDR2-800, 2-ch Unbuffered | 1 HT Link mit 16 lanes bei 800 MHz Full Duplex | 2007            |

#### AMD Turion
| Modell                    | OPN            | Sockel   | Prozessorkerne | Taktfrequenz | Cache       | TDP      | Speicher-Interface             | HyperTransport Interface                       | Markteinführung |
| ------------------------- | -------------- | -------- | -------------- | ------------ | ----------- | -------- | ------------------------------ | ---------------------------------------------- | --------------- |
| AMD Turion™ Neo X2 L625   | TMZL625OAX5DYE | ASB1 BGA | 2              | 1.6/0.8GH    | L2 512KB x2 | 18/10.1W | DDR2-667, 2-ch Unbuffered ECC  | 1 HT Link mit 16 lanes bei 800 MHz Full Duplex | 2009            |
| AMD Turion™ II Neo - N40L | TEN40LGAV23GME | ASB2 BGA | 2              | 1.5 GHz      | L2 1MB x2   | 15W      | DDR3-800, 2-ch Unbuffered ECC  | 1 HT Link mit 16 lanes bei 1.6 GHz Full Duplex | 2010            |
| AMD Turion™ II Neo - N40H | TEN40HGAV23GME | ASB2 BGA | 2              | 1.5 GHz      | L2 1MB x2   | 15W      | DDR3-1333, 2-ch Unbuffered ECC | 1 HT Link mit 16 lanes bei 1.6 GHz Full Duplex | 2010            |
| AMD Turion™ II Neo - N54H | TEN54HSDV23GME | ASB2 BGA | 2              | 2.2 GHz      | L2 1MB x2   | 25W      | DDR3-1333, 2-ch Unbuffered ECC | 1 HT Link mit 16 lanes bei 1.6 GHz Full Duplex | 2010            |
| AMD Turion™ II Neo - N54L | TEN54LSDV23GME | ASB2 BGA | 2              | 2.2 GHz      | L2 1MB x2   | 25W      | DDR3-800, 2-ch Unbuffered ECC  | 1 HT Link mit 16 lanes bei 1.6 GHz Full Duplex | 2010            |
| AMD Turion™ 64 X2 TL-56   | TMDTL56HAX5DME | S1       | 2              | 1.8/0.8 GHz  | L2 512KB x2 | 31/9.4W  | DDR2-800, 2-ch Unbuffered      | 1 HT Link mit 16 lanes bei 800 MHz Full Duplex | 2007            |
| AMD Turion™ 64 X2 TL-62   | TMDTL62HAX5DME | S1       | 2              | 2.1 GHz      | L2 512KB x2 | 35W      | DDR2-800, 2-ch Unbuffered      | 1 HT Link mit 16 lanes bei 800 MHz Full Duplex | 2007            |

### Embedded System-on-Chip

#### AMD Embedded G-Series System-on-Chip (SOC)
| Modell                         | OPN           | Prozessorkerne | Taktfrequenz CPU | Cache  | TDP | Speicher-Interface | GPU-Modell           | Taktfrequenz GPU | USB 3.0 | Markteinführung |
| ------------------------------ | ------------- | -------------- | ---------------- | ------ | --- | ------------------ | -------------------- | ---------------- | ------- | --------------- |
| AMD Embedded G-Series GX-210JA | GE210JIHJ23HM | 2              | 1 GHz            | L2 1MB | 6W  | DDR3-1066          | AMD Radeon™ HD 8180  | 225 MHz          | Nein    | Q3 2013         |
| AMD Embedded GX-210HA          | GE210HICJ23HM | 2              | 1.0 GHz          | L2 1MB | 9W  | DDR3-1133          | AMD Radeon™ HD 8210E | 300 MHz          | Ja      | Q2 2013         |
| AMD Embedded GX-217GA          | GE217GIBJ23HM | 2              | 1.65 GHz         | L2 1MB | 15W | DDR3-1600          | AMD Radeon™ HD 8280E | 450 MHz          | Ja      | Q2 2013         |
| AMD Embedded GX-415GA          | GE415GIBJ44HM | 4              | 1.5 GHz          | L2 2MB | 15W | DDR3-1600          | AMD Radeon™ HD 6330E | 500 MHz          | Ja      | Q2 2013         |
| AMD Embedded GX-420CA          | GE420CIAJ44HM | 4              | 2.0 GHz          | L2 2MB | 25W | DDR3-1600          | AMD Radeon™ HD 8400E | 600 MHz          | Ja      | Q2 2013         |
| AMD Embedded GX-416RA          | GE416RIBJ44HM | 4              | 1.6 GHz          | L2 2MB | 15W | DDR3-1600          | nicht vorhanden      | nicht vorhanden  | Nein    | Q2 2013         |

### Embedded Grafikprozessoren
| Modell                               | Prozess | Package                          | TDP  | Shader-Einheiten | Interface                       | Speicher                      | Speichertakt      | Betriebssystem-Unterstützung                          | GPGPU-Unterstützung | Grafik-Unterstützung                                                                                  | Max. Displays | Markteinführung |
| ------------------------------------ | ------- | -------------------------------- | ---- | ---------------- | ------------------------------- | ----------------------------- | ----------------- | ----------------------------------------------------- | --- | --- | ------------- | --------------- |
| ATI Radeon™ E2400 dGPU               | 65 nm   | GPU + Speicher, 31x31 mm BGA     | 13W  | 40               | PCIe® 1.1 (x1, x2, x4, x8, x16) | 64-Bit, 128MB GDDR3           | 600/700 MHz       | Windows® XP/XPe/7, Windows Vista®, Linux® (x86 32/64) | Einfach-genaue Gleitkommarechenleistung: 48 GFLOPs                                                                          | DirectX® 10, Shader Modell 3.0, OpenGL 3.3                                                            | 2             |                 |
| ATI Radeon™ E2400 MXM                | 65 nm   | MXM 2.1a Typ II Modul, 73x78 mm  | 18W  | 40               | PCIe® 1.1 (x1, x2, x4, x8, x16) | 64-Bit, 256MB GDDR3           | 600/700 MHz       | Windows® XP/XPe/7, Windows Vista®, Linux® (x86 32/64) | Einfach-genaue Gleitkommarechenleistung: 48 GFLOPs                                                                          | DirectX® 10, Shader Modell 3.0, OpenGL 3.3                                                            | 2             |                 |
| ATI Radeon™ E2400 PCIe® Add-in Board | 65 nm   | PCIe® Karte, 16x11 cm            | 18W  | 40               | PCIe® 1.1 (x1, x2, x4, x8, x16) | 64-Bit, 128MB GDDR3           | 600/700 MHz       | Windows® XP/XPe/7, Windows Vista®, Linux® (x86 32/64) | Einfach-genaue Gleitkommarechenleistung: 48 GFLOPs                                                                          | DirectX® 10, Shader Modell 3.0, OpenGL 3.3                                                            | 2             |                 |
| ATI Radeon™ E4690 dGPU               | 55 nm   | GPU + Speicher, 35x35 mm BGA     | 25W  | 320              | PCIe® 2.0 (x1, x2, x4, x8, x16) | 128-Bit, 512MB GDDR3          | 600/700 MHz       | Windows® XP/XPe/7, Windows Vista®, Linux® (x86 32/64) | Einfach-genaue Gleitkommarechenleistung: 384 GFLOPs                                                                         | DirectX® 10.1, Shader Modell 4.0, OpenGL 3.3                                                          | 2             |                 |
| ATI Radeon™ E4690 MXM                | 55 nm   | MXM 3.0 Typ A Modul, 70x82 mm    | 32W  | 320              | PCIe® 2.0 (x1, x2, x4, x8, x16) | 128-Bit, 512MB GDDR3          | 600/700 MHz       | Windows® XP/XPe/7, Windows Vista®, Linux® (x86 32/64) | Einfach-genaue Gleitkommarechenleistung: 384 GFLOPs                                                                         | DirectX® 10.1, Shader Modell 4.0, OpenGL 3.3                                                          | 2             |                 |
| ATI Radeon™ E4690 PCIe® Add-in Board | 55 nm   | PCIe® Karte, 18x11 cm            | 34W  | 320              | PCIe® 2.0 (x1, x2, x4, x8, x16) | 128-Bit, 512MB GDDR3          | 600/700 MHz       | Windows® XP/XPe/7, Windows Vista®, Linux® (x86 32/64) | Einfach-genaue Gleitkommarechenleistung: 384 GFLOPs                                                                         | DirectX® 10.1, Shader Modell 4.0, OpenGL 3.3                                                          | 2             |                 |
| AMD Radeon™ E6460 Embedded GPU       | 40 nm   | GPU + Speicher, 33x33 mm BGA     | ~20W | 160              | PCIe® 2.1 (x1, x2, x4, x8, x16) | 64-Bit, 512MB GDDR5, 25.6GB/s | 600 MHz / 3.2Gbps | Windows®7, Windows® 7 Embedded, Linux® (x86 32/64)    | Einfach-genaue Gleitkommarechenleistung: 192 GFLOPs AMD Accelerated Parallel Processing (APP) OpenCL™ 1.1 DirectCompute 11  | DirectX® 11, Shader Modell 5.0, OpenGL 4.1, AMD HD3D Stereo 3D, AMD CrossFireX™ Multi-GPU Technologie | 4             | Q3-11           |
| AMD Radeon™ E6460 MXM                | 40 nm   | MXM 3.0 Typ A Modul, 70x82 mm    |      | 160              | PCIe® 2.1 (x1, x2, x4, x8, x16) | 64-Bit, 512MB GDDR5, 25.6GB/s | 600 MHz / 3.2Gbps | Windows®7, Windows® 7 Embedded, Linux® (x86 32/64)    | Einfach-genaue Gleitkommarechenleistung: 192 GFLOPs AMD Accelerated Parallel Processing (APP) OpenCL™ 1.1 DirectCompute 12  | DirectX® 11, Shader Modell 5.0, OpenGL 4.1, AMD HD3D Stereo 3D                                        | 4             | Q4-11           |
| AMD Radeon™ E6460 PCIe® Add-in Board | 40 nm   | PCIe® Karte                      |      | 160              | PCIe® 2.1 (x1, x2, x4, x8, x16) | 64-Bit, 512MB GDDR5, 25.6GB/s | 600 MHz / 3.2Gbps | Windows®7, Windows® 7 Embedded, Linux® (x86 32/64)    | Einfach-genaue Gleitkommarechenleistung: 192 GFLOPs, AMD Accelerated Parallel Processing (APP) OpenCL™ 1.1 DirectCompute 13 | DirectX® 11, Shader Modell 5.0, OpenGL 4.1, AMD HD3D Stereo 3D                                        | 4             | Q4-11           |
| AMD Radeon™ E6760 Embedded GPU       | 40 nm   | GPU + Speicher, 37.5x37.5 mm BGA | 35W  | 480              | PCIe® 2.1 (x1, x2, x4, x8, x16) | 128-Bit, 1GB GDDR5, 51.2GB/s  | 600 MHz / 3.2Gbps | Windows®7, Windows® 7 Embedded, Linux® (x86 32/64)    | Einfach-genaue Gleitkommarechenleistung: 576 GFLOPs AMD Accelerated Parallel Processing (APP) OpenCL™ 1.1 DirectCompute 11  | DirectX® 11, Shader Modell 5.0, OpenGL 4.1, AMD HD3D Stereo 3D, AMD CrossFireX™ Multi-GPU Technologie | 6             | Q2-11           |
| AMD Radeon™ E6760 MXM                | 40 nm   | MXM 3.0 Typ A Modul, 70x82 mm    |      | 480              | PCIe® 2.1 (x1, x2, x4, x8, x16) | 128-Bit, 1GB GDDR5, 51.2GB/s  | 600 MHz / 3.2Gbps | Windows®7, Windows® 7 Embedded, Linux® (x86 32/64)    | Einfach-genaue Gleitkommarechenleistung: 576 GFLOPs AMD Accelerated Parallel Processing (APP) OpenCL™ 1.1 DirectCompute 11  | DirectX® 11, Shader Modell 5.0, OpenGL 4.1, AMD HD3D Stereo 3D                                        | 6             | Q3-11           |
| AMD Radeon™ E6760 PCIe® Add-in Board | 40 nm   | PCIe® Karte                      |      | 480              | PCIe® 2.1 (x1, x2, x4, x8, x16) | 128-Bit, 1GB GDDR5, 51.2GB/s  | 600 MHz / 3.2Gbps | Windows®7, Windows® 7 Embedded, Linux® (x86 32/64)    | Einfach-genaue Gleitkommarechenleistung: 576 GFLOPs AMD Accelerated Parallel Processing (APP) OpenCL™ 1.1 DirectCompute 11  | DirectX® 11, Shader Modell 5.0, OpenGL 4.1, AMD HD3D Stereo 3D                                        | 6             | Q3-11           |
| ATI Radeon™ HD 5770 Graphics Board   | 40 nm   | PCIe® Karte 23.5x11.2 cm         | 108W | 800              | PCIe® 2.1 (x1, x2, x4, x8, x16) | 128-Bit, 1GB GDDR5, 51.2GB/s  | 850 MHz / 4.8Gbps | Windows® XP/XPe/7, Windows Vista®, Linux® (x86 32/64) | Einfach-genaue Gleitkommarechenleistung: 1.36 TFLOPs ATI Stream Technology OpenCL™ 1.1 DirectCompute 11                     | DirectX® 11, Shader Modell 5.0, OpenGL 3.2, OpenCL™ 1.0                                               | 3             | Q2-10           |
| AMD Radeon™ HD 6970M MXM             | 40 nm   | MXM 3.0 Type B Modul, 105x82 mm  | 95W  | 960              | PCIe® 2.1 (x1, x2, x4, x8, x16) | 256-Bit, 2GB GDDR5, 115.2GB/s | 680 MHz / 3.6Gbps | Windows®7, Windows® 7 Embedded, Linux® (x86 32/64)    | Einfach-genaue Gleitkommarechenleistung: 1.3 TFLOPs AMD Accelerated Parallel Processing (APP) OpenCL™ 1.1 DirectCompute 11  | DirectX® 11, Shader Modell 5.0, OpenGL 4.1 AMD HD3D Stereo 3D                                         | 6             | Q2-11           |